# Prvenstvo Hrvatske u vaterpolu 2008./09.

## Format
Prvenstvo se nije igralo, već Jadranska liga, nakon čijeg su završetka 4. travnja 2009. 4 najbolje plasirana hrvatska kluba izborila doigravanje za prvaka, a ostala 4 za ostanak.
Jug (1.), Mladost (4.), Šibenik (6.) i Primorje (7.) ušli su u konkurenciju za prvaka, dok su se Mornar (8.), Jadran (9.), Medveščak (11.) i POŠK (12.) borili za ostanak.
Poluzavršni susreti na rasporedu su 11., 17./18. i (ako je potrebno) 26. travnja, dok se završnica igra na tri pobjede 9., 16. i 30. svibnja, ako bude potrebno 3. i 6. lipnja.

## Doigravanje za prvaka

### Poluzavršnica
Jug - Primorje 12:10 (3:3,4:4,2:2,3:1) 

Mladost - Šibenik 8:5 (2:3,1:0,2:0,3:2)
Primorje - Jug 8:13 (2:4,1:4,4:2,1:3) 

Šibenik - Mladost 9:11 (1:1,3:2,2:2,3:6)

### Završnica
Jug - Mladost 11:9 (2:3,4:2,3:3,2:1) 

Mladost - Jug 8:10 (2:3,1:2,2:2,3:3) 

Jug - Mladost 10:7 (2:3,0:1,5:2,3:1)
- za treće mjesto:

Šibenik - Primorje 13:9 (4:3,3:2,1:1,5:3) 

Primorje - Šibenik 11:8 (4:2,3:3,2:1,2:2) 

Šibenik - Primorje 14:12 (5:1,3:4,4:5,2:2)

## Doigravanje za ostanak

### Poluzavršnica
Mornar - POŠK 13:6 (3:0,5:2,3:2,2:2) 

Jadran - Medveščak 10:7 (5:1,0:2,2:2,3:2)
POŠK - Mornar 6:18 (1:4,2:5,1:7,2:2) 

Medveščak - Jadran 4:7 (2:2,0:1,2:3,0:1)

### Završnica
Mornar - Jadran 7:6 (0:1,2:1,4:2,1:2) 

Jadran - Mornar 11:10 (1:4,3:1,5:3,2:2) 

Mornar - Jadran 12:13 (3:2,2:1,4:4,3:5;0:0,0:1)
- za sedmo mjesto:

Medveščak - POŠK 14:9 (4:4,3:2,3:1,4:3) 

POŠK - Medveščak 2:13 (1:3,1:3,0:4,0:3) 

## Konačna ljestvica
- 1. Jug
- 2. Mladost
- 3. Šibenik
- 4. Primorje
- 5. Jadran
- 6. Mornar
- 7. Medveščak
- 8. POŠK

## Poveznice
- Jadranska liga 2008./09.
- 1.B HVL 2009.
- 2. HVL 2009.
- 3. HVL 2009.